# Wayne Hancock
Wayne "The Train" Hancock (1 de mayo de 1965) es un cantante estadounidense de country .
Hancock comienza a escribir sus canciones a los doce años y a los 18 gana un concurso de talentos llamado "Wrangler County Showdown." Tras el concurso entra a formar parte cuatro años del Cuerpo de Marines de los Estados Unidos, en 1994 saca su álbum Chippy y sigue grabando desde entonces. Vive en Austin (Texas).
Su música es comparable a la de Hank Williams y Hank Thompson.
Hank Williams III, comparado con Hancock, ha grabado algún material de Hancock como  "Thunderstorms and Neon Signs" y "87 Southbound". Ambos han grabado un dueto en vivo del "Juke Joint Jumpin'" de Hancock.

## Discografía
- Thunderstorms and Neon Signs  (Deja Disc, 1995)
- That's What Daddy Wants  (ARK 21, 26 de agosto de 1997)
- Thunderstorms and Neon Signs  (re-released on ARK 21, 1998)
- Wild, Free & Reckless  (ARK 21, 1999) [enhanced]
- A-Town Blues  (Bloodshot Records, 2001)
- The South Austin Sessions (Mp3 Download, 1 de septiembre de 2001)
- Swing Time (Bloodshot Records, 2003)
- Tulsa (Bloodshot Records, 2006)
- The Best Of Wayne Hancock (Ark 21, 2008)
- Viper of Melody  (Bloodshot Records, 21 de abril de 2009)
- Hiram and Huddie Vol. 1 - Hank Williams (Hillgrass Bluebilly Records, 3 de marzo de 2009)